# Selasphorus sasin
Selasphorus sasin là một loài chim trong họ Trochilidae.
Đây là loài chim nhỏ, chim trưởng thành chỉ đạt 3 đến 3 ½ inch (75–90 mm). Chim trống có lưng và trán màu xanh lá cây, với hông, đít và đuôi màu nâu đỏ rỉ sắt. Cổ họng của chim trống có màu đỏ da óng ánh. Chim mái và chim chưa trưởng thành có kiểu màu tương tự nhưng thiếu mảng cổ họng màu đỏ cam óng ánh, thay vào đó có một loạt các đốm trên cổ họng của họ. Chim mái chủ yếu là màu xanh lá cây, có màu nâu đỏ chỉ trên đuôi, mà cũng có chóp đuôi màu trắng.